# Поздеев, Андрей Геннадьевич
Андре́й Генна́дьевич Позде́ев (27 сентября 1926 года, село Нижний Ингаш Красноярского края, СССР — 12 июля 1998 года, Красноярск) — советский и российский художник. Член Союза художников СССР (с 1961 года).

## Биография
Родился в семье почтового служащего Поздеева Геннадия Даниловича и его супруги Евдокии Ивановны.
Работал помощником кочегара. В годы Великой Отечественной войны служил на Дальневосточном флоте.
Живопись начал постигать самостоятельно: посещал выставки, музеи и галереи, изучал творчество великих мастеров прошлого, читал книги, писал с натуры. Впоследствии закончил Красноярскую художественную школу имени В. И. Сурикова (учитель — А. П. Лекаренко).
Андрей Поздеев о своём понимании творчества художника:

…Художник как личность более индивидуален. Он позволяет себе то, что другие люди, может быть, и не позволяют. Но на нём лежит большая обязанность: отдавать себя, каков он есть. Он обнажается, он «голенький». И он обязан ещё иметь голову, думать, как философ. Философы мысли — невероятная вещь. Они говорят об одном и том же, но каждый со стороны своей индивидуальности. А я ещё обязан цветом передавать. И я обязан, если я «влез» в это дело на всю жизнь — а здесь жизни мало, — всё время совершенствоваться и развиваться до самого последнего дня, сколько мне отпущено судьбою.
Персональные выставки художника проходили в музеях Таллина (1984 г.; при содействии О. Субби) и Риги, в Государственном музее, в Государственной Третьяковской галерее, в Центральном доме художника в Москве. Картины Андрея Поздеева находятся во многих музеях мира, в том числе в Третьяковской галерее и в Русском музее. Значительные собрания картин художника имеется в собрании Красноярского государственного художественного музея имени В. И. Сурикова и Норильской художественной галереи.
Андрей Геннадьевич Поздеев включён в международный художественный рейтинг (всемирный рейтинг художников XVIII—XXI веков, формирующих мировое художественное наследие).
Художник скончался 12 июля 1998 года в своей мастерской в Красноярске. Похоронен на Бадалыкском кладбище.

## Некоторые картины
- «Перекрёсток» 1957 г. к., м. КГХМ им. В. И. Сурикова
- «Паруса» 1959 г. к., м. КГХМ им. В. И. Сурикова
- «Вечер. Стоянка такси» 1958 г. х., м. КГХМ им. В. И. Сурикова
- «Готовые к рейсу» 1959 г. х., м. КГХМ им. В. И. Сурикова
- «Тёплый день» 1959 г. к., м. КГХМ им. В. И. Сурикова
- «У пирса» 1959 г. к., м. КГХМ им. В. И. Сурикова
- «Старый город» 1960-е гг. КГХМ им. В. И. Сурикова
- «Енисей. Набережная» 1960-е гг. к., м. КГХМ им. В. И. Сурикова
- «Городской пейзаж» 1962 г. КГХМ им. В. И. Сурикова
- «На Енисее» 1963 г. к., м. КГХМ им. В. И. Сурикова
- «Паруса» 1965 г. х., м. КГХМ им. В. И. Сурикова
- «Городской пейзаж» 1965 г. КГХМ им. В. И. Сурикова
- «Первомай» 1965 г. КГХМ им. В. И. Сурикова
- «Проспект Мира» 1967 г. КГХМ им. В. И. Сурикова
- «Пейзаж с красным домом» 1968 г. КГХМ им. В. И. Сурикова

Евангельский цикл «Жизнь»:
- «Композиция». 1990 г. Холст, масло. 140 х 140 см.
- «Голгофа». 1989 г. Холст, масло. 150 х 150 см
- «Жизнь человека» 1989 г. Холст, масло. 140 х 140 см. (7 картин)
- «Рождество». 1989 г. Холст, масло. 140 х 140 см.
- «Старцы». 1980 г. Холст, масло. 110 х 110 см
- «Тайная вечеря» 1989 г. Холст, масло.
- «Чаша». 1990 г. Холст, масло. 130 х 140 см.
- «Вознесение». 1989 г. Холст, масло. 140 х 140 см.
- «Планета». 1990 г. Холст, масло. 150 х 150 см.
- «Ева и Змей». 1996 г. Холст, масло. 150 х 150 см.

## Альбомы
Издано одиннадцать альбомов Андрея Поздеева:
- «100 картин художника А. Г. Поздеева» (1992)
- «Андрей Поздеев. Пространство и время» (1993)
- «Андрей Поздеев. Из коллекции С. Образцова» (1997)
- «Андрей Поздеев. Собрание из КХМ им. В. И. Сурикова» (1999)
- «Портреты Андрея Поздеева» (2001)
- «Мир Андрея Поздеева» (в 3-х т.):

- «Живопись» (1999)
- «Графика, акварель» (2001)
- «Архив, воспоминания» (2002)

- «Андрей Поздеев: Жизни человека» (2004)
- «Графика Андрея Поздеева» (2005)
- «Калтат Андрея Поздеева» (2006)
- «Печатная графика Андрея Поздеева»
- «Цветы Андрея Поздеева»
- «Андрей Поздеев. Мир художника»

## Награды
Серебряная медаль Российской академии художеств.

## Память

Памятник Андрею Поздееву в г. Красноярске.

- Памятник А. Г. Поздееву в историческом центре Красноярска — на проспекте Мира рядом с Педагогическим университетом. Открытие памятника состоялось 27 сентября 2000 года. Авторы — архитектор Михаил Меркулов и скульптор Юрий Злотя.[3] За время существования памятника у части горожан и у многих приезжих сложилась традиция: проходя мимо памятника, обязательно следует потереть ему нос. Статуя подвергалась вандализму — неизвестные два раза крали зонт. В первый раз зонт был утрачен, во второй раз элемент скульптуры удалось обнаружить и вернуть на своё место.